# پوشچا ژلونکا لاندستساپه پارک
پوشچا ژلونکا لاندستساپه پارک (به لهستانی:  Puszcza Zielonka Landscape Park) یک منطقهٔ مسکونی در لهستان است که در شهرستان پوزنانگ واقع شده‌است.